# 新济公活佛
《新济公活佛》 又名：《济公活佛》，是2014-15年上映于中国大陆的由陈浩民主演济公的电视剧。該剧不是《活佛济公》系列的第四部，因不同的制作公司，但故事內容仍以單元為主，單元演員陣容較以往強大。2013年6月开机，同年9月殺青，2014年登陆湖南卫视。8月18日主演陈浩民、陈威翰、穆婷婷、陈紫函、徐申东和唐熙在北京举行媒体见面会，进行开播前的首轮宣传。
由于国家广电总局要求各卫视于9月初至10月底期间必须播出爱国主义题材和反法西斯题材电视剧，所以只能播放精简版（单元1-7），（单元8-10）于2015年10月20日播出。

## 剧情
大型神话古装剧济公活佛《济公活佛》在前三部取得高收视后，原班人马开始拍摄新续作。剧本根据清郭小亭著《济公全传》及民间故事改编，全剧共分《真假千金》、《噬血石敢当》、《乱点鸳鸯谱》、《落难罗汉》、《佛宝失窃案》、《状告济公》、《广亮大仙》、《真命天子》、《宫中风云》、《驭夫环》等单元。

## 播放平台

### 首播
| 頻道     | 所在地 | 播映日期       | 播出時間                                                      | 備註            |
| 湖南卫视 | 中国   | 2014年8月20日  | 周日至周四晚19:30-22:00三集连播 周五至周六19:30-20:10一集播出 | 单元1-7         |
| 湖南卫视 | 中国   | 2015年10月20日 | 每周日至周四晚20:00兩集连播 每周五周六19:30一集               | 单元8-10        |
| GEM      | 越南   | 2016年11月14日 | 星期一至五 21:00-22:00                                        | 全部單元,共86集 |

## 演员列表
| 演员   | 角色       | 备注 |
| 陈浩民 | 济公，道济 | 現況：正常 降龙罗汉转世，靈隱寺得道高僧，酒肉穿腸過，佛祖心中有，只修心不修口，南宋皇帝親封當朝國師。 |
| 林子聪 | 广亮       | 現況：正常 胖仙童；灵隐寺的监寺，篙公公之親弟，濟公之師兄，心善好吃，但腦袋有些二以致常幹出蠢事。 |
| 陈威翰 | 必清       | 現況：正常 瘦仙童；广亮與濟公的师侄 十足的搞笑派小和尚，天真單純其實有點賊，曾被鬼面觀音附身。 |
| 唐熙   | 鬼面观音   | 現況：正常→死亡 紫蓮化身，妖界女皇，本劇眾人之死敵，心術不正，想要得到濟公的舍利子增強自己的功力。最後不敵所有羅漢而被降龍羅漢所消滅，終遭報應。                                                         |
| 朱峰   | 猴霸天     | 現況：正常→遭操控→正常→修行 猴妖王，大猴的父親，小猴的爺爺，本劇眾人之死敵。於中初登場，見鬼面觀音法力高強，以助長自己功力為交換條件，帶領眾猴妖跟隨鬼面觀音。最後悔改並廢去了道行到佛祖身邊懺悔並修行。 |

### 單元一：噬血石敢当
第1集-第7集（衛視版）
| 演员   | 角色   | 备注 |
| 陈紫函 | 张婉柔 | 現況：正常 喜欢济公。至陰至柔，鬼面觀音處心積慮要得到她以增加功力。家破人亡後，跟著濟顛學習法術。                                                                                    |
| 吴樾   | 大鹏师 | 現況：正常→遭操控→正常→死亡 本身是白鵬精，至陽至剛，亦正亦邪，喜欢婉柔，因愛生恨，跟情敵濟公作對不成，無意間助長了鬼面觀音，已和济公化敵為友，決定要對付鬼面观音，後被鬼面觀音打傷。 |
| 姚建明 | 张员外 | 現況：正常→死亡 婉柔的父亲 |
| 张帆   | 奶娘   | 現況：正常 婉柔的奶娘 |
| 郑子寒 | 仔仔   | 現況：→正常→死亡 婉柔的弟弟 |
| 李光复 | 林员外 | 現況：正常→服刑 曾与鬼面觀音勾結，后被濟公感化而決定洗心革面。 |
| 孙红雷 | 笑妖   | 現況：正常→死亡 鬼面觀音手下，後被濟公殲滅。 |
| 王鷹   | 哭妖   | 現況：正常→死亡 鬼面觀音手下，後被濟公殲滅。 |

### 單元二：乱点鸳鸯谱
第7集-第13集（衛視版）
| 演员     | 角色   | 备注 |
| 魏千翔   | 賽子都 | 現況：正常→重傷→正常 全城第一帅哥，杜娟之戀人，後為杜娟的丈夫，曾被牡丹控制，最后為了杜娟才悔改，已跟杜娟和好，與杜娟復合     |
| 謝晶晶   | 杜娟   | 現況：正常 全城第一肥女，富家千金，心地善良，賽子都之戀人，後為賽子都的妻子，曾被賽子都拋棄，最後已跟賽子都和好，与賽子都復合 |
| 曲尼次仁 | 杜娟   | 現況：正常→幻想→消失 賽子都幻想的杜娟                                                                                         |
| 江祖平   | 牡丹   | 現況：正常→失蹤 全城第一美女，脾气坏，刀子嘴豆腐心，喜歡賽子都，嫉妒杜娟，最后想殺杜娟才自食惡果                              |
| 张志伟   | 杜员外 | 現況：正常 全城首富，杜娟的父亲，賽子都的岳父                                                                                 |
| 王雯雯   | 馨儿   | 現況：正常→失蹤 牡丹的丫环，是牡丹的得力助手，武功高強，心狠手辣，幫牡丹助紂為虐                                              |
| 马洪磊   | 大宝   | 現況：正常 賽子都的小厮，對賽子都忠心耿耿                                                                                     |
| 王重民   | 钟馗   | 現況：正常 天庭驅魔真君，濟顛在天庭的至交，月老的死对头，與月老不和，卻佩服於濟顛，最后跟濟顛幫助賽子都与杜娟復合             |

### 單元三：真假千金
第13集-第18集（衛視版）
| 演员   | 角色     | 备注                                                                                            |
| TAE    | 许岗     | 現況：正常 牡丹花仙之夫，江蘊儀指腹為婚的對象。奉父遺命，投靠江家待考，后考上狀元做大官。       |
| 林湘萍 | 江蕴仪   | 現況：正常 丞相千金，許崗指腹為婚的對象。不願嫁貧窮的許崗，后在許岗考上狀元做大官並与許崗和好。 |
| 林湘萍 | 牡丹花仙 | 現況：正常→消失→正常 許岗之妻，被許崗的才氣吸引，同情許崗遭遇，化身江蘊儀形象照顧他。           |
| 刘淼淼 | 江蕴正   | 現況：正常 江蕴仪之弟，總是欺負許崗，后在許岗考上狀元做大官並与許崗和好。                       |

### 單元四：佛宝失窃案
第18集-第21集（衛視版）
| 演员   | 角色   | 备注 |
| 刘庭羽 | 庞芷兰 | 現況：正常 大將军之女，方書章的表妹，羅偉的義妹，喜歡羅偉。 |
| 田重   | 罗伟   | 現況：正常→死刑→正常 濟顛在人間的至交，奉命護送舍利子，大将军的义子，庞芷兰的义兄。原大戶人家子弟，遭歹人陷害家破人亡後離家拜師，學成後從軍報國，心繫不知去向的童養媳簫羽如，曾替蕭羽茹頂罪，最後成為戌边大将军，並跟蕭羽茹結婚。 |
| 孙佳奇 | 萧羽茹 | 現況：正常→服刑→正常 罗伟的童养媳，龐芷蘭的乾嫂嫂。武功高強，亦正亦邪，是盜取舍利子的真正元兇，最后救了庞芷兰，決定自首，已無罪釋放，並跟羅偉結婚。                                                                               |
| 鍾久夫 | 方書章 | 現況：正常 县令，大將軍的表外甥，庞芷兰的表哥 |
| 叶新宇 | 大將軍 | 現況：正常 龐芷蘭的父親，羅偉的義父，方書章的表姨丈。 |

### 單元五：状告济公
第21集-第26集（衛視版）
| 演员   | 角色 | 备注 |
| 关智斌 | 程财 | 現況：正常→死亡→正常 天下第一懶，善良孝順卻好吃懶做又好賭。無意間給降龍羅漢的佛像淨身，濟顛決定報答他，把寶貝藏在他家地瓜田裏。他滿心歡喜等濟顛送寶，卻懶到有寶不找，活活餓死。臨終被鐵扇公主的扇子砸到，魂魄封在扇子裏，剩七天的生命，實則被鐵男害死，最後並造成和孟瑤一起與鐵男同歸於盡，已被濟顛所救。 |
| 徐申东 | 孟瑶 | 現況：正常→重傷→正常 女扮男裝，賭場頭號打手，鐵男之屬下，孟瑛的姐姐。因兒時闖禍，導致父母雙亡，雙胞弟弟癡呆，對此耿耿於懷，內疚不已，卻得知铁男是害死程財的兇手，決定要背叛铁男，最後被鐵男綁架，並造成和程財一起與鐵男同歸於盡，已被濟顛所救。                                                           |
| 侯杰   | 鐵男 | 現況：正常→死亡 賭場老闆，孟瑤之上司，喜歡孟瑤，外表正義善良，實際奸詐狡猾，無惡不作，是害死程財的兇手，放高利貸很無賴，貪圖孟瑤的美色，因為了名利可以不擇手段才不惜與猴霸天勾結，最后綁架孟瑤，並造成孟瑤和程財一起與鐵男同歸於盡。                                                                      |
| 鄭凯洛 | 孟瑛 | 現況：正常 孟瑤之弟 |

### 單元六：广亮大仙
第26集-第30集（衛視版）
| 演员   | 角色   | 备注 |
| 侯天悦 | 齐东华 | 現況：正常 齊家長子，宅心仁厚，雷春美的丈夫。                                                           |
| 宫媛   | 雷春美 | 現況：正常 齊家指腹為婚的媳婦，天生異臭無比，奉遺父命，投靠夫家。                                       |
| 张鑫   | 齐天生 | 現況：正常 齊家二房所生，貪財好賭，喜歡雷春美，視齊東華為情敵，最後洗心革面，獲得齐东华与雷春美的原諒。 |

### 單元七：落难罗汉
第30集-第33集（衛視版）
| 演员   | 角色     | 备注 |
| 宗峰岩 | 梅福气   | 現況：正常 老實善良的佃農，金道銘之女婿，金玉云之夫，孟凡春之情敵。對地主女兒金玉云一見鍾情，卻缺乏自信，不敢表白。算出自己即將遇難的紫微星君，附在梅福氣之身避難，卻因梅福氣缺乏自信，連帶附身的紫微星君無法施展法力，而困在福氣體內，無法離開。最後在諸神幫助下梅福氣終於娶到金玉云，對自己產生信心，紫微星君得以成功離身。 |
| 宗峰岩 | 紫微星君 | 現況：正常 老實善良的佃農，金道銘之女婿，金玉云之夫，孟凡春之情敵。對地主女兒金玉云一見鍾情，卻缺乏自信，不敢表白。算出自己即將遇難的紫微星君，附在梅福氣之身避難，卻因梅福氣缺乏自信，連帶附身的紫微星君無法施展法力，而困在福氣體內，無法離開。最後在諸神幫助下梅福氣終於娶到金玉云，對自己產生信心，紫微星君得以成功離身。 |
| 郑伊涵 | 金玉云   | 現況：正常 金家千金，金道銘的獨生女，孟凡春之表妹，梅福氣之妻。被善良老實的梅福氣的真情感動。 |
| 王崗   | 金道銘   | 現況：正常→死亡→正常 金玉云之父，金家老板，孟麗香之夫，孟凡春之姑父，梅福氣之岳父，疼愛玉雲。 |
| 田淼   | 孟麗香   | 現況：正常→失蹤 金道銘之妻，金玉云之二娘，孟凡春之姑母，嫌貧愛富，想要把玉云嫁給姪子凡春，最後被休。 |
| 李穎嘉 | 孟凡春   | 現況：正常→服刑 孟家少爺，孟麗香之姪子，金玉云之表哥，喜歡金玉云，嫉妒梅福氣，視梅福氣為情敵，與孟麗香共謀奪取金家產業，是個偽君子。 |
| 薛芊芊 | 圓圓     | 現況：正常 金家丫鬟，金玉云的婢女 |

### 單元八：真命天子
第34集-第37集（衛視版)
| 演员     | 角色   | 备注 |
| 赵韩樱子 | 秦璐璐 | 現況：正常→死亡→正常 唱音樂坊第一把交椅，人稱'小畫眉'。因四歲那年盲半仙曾給她摸骨，相信真命天子會從天而降改變她的命運，七年前逃婚，棲身樂坊尋找真命天子。濟顛跟太上老君在天上下棋時犯了戒條，被佛祖廢去法力一個月，摔落凡間，正巧打破秦璐璐的屋瓦，遂認定濟顛就是她的真命天子。明知濟顛不可能還俗娶她，還是捨命保護失去法力的濟顛，被猴霸天打成重傷，死後變成畫眉鳥，陪伴濟顛。 |
| 周明增   | 包土豪 | 現況：正常→變形 包家員外，為人奸詐，想染指小畫眉。 |
| 史梵希   | 楊師傅 | 現況：正常 秦璐璐之兄，木匠，擔心璐璐落入包土豪魔掌，急著幫璐璐尋找真命天子。 |
| 趙海鷹   | 大頭九 | 現況：正常→變形 包家护卫，包土豪的手下，與包土豪狼狽為奸。 |

### 單元九：驭夫环
第38集-第46集（衛視版）
| 演员   | 角色   | 备注 |
| 孙骁骁 | 段秀婷 | 現況：正常 魏家福妻，溫柔善良，有幫夫運。因為體質特別，不易生育，不得已答應奶奶讓魏家福娶妾延續魏家香火。                                             |
| 邓捷   | 魏家福 | 現況：正常 段秀婷夫，魏家獨子，父母早逝，與奶奶相依為命 人老實勤奮又孝順，婚後在妻子段秀婷的幫助下，變成布莊老板。                                    |
| 刘娜萍 | 苏樱樱 | 現況：正常→失蹤→正常 新來的酒娘。廣亮在鬼面觀音附身的必清慫恿下，亂牽月老紅線，把蘇櫻櫻跟魏家福也繫在一起，造成一夫二妻的家庭問題，最后向段秀婷服輸。 |
| 朱鹏程 | 月老   | 現況：正常 濟顛在天庭的至交，鍾馗的死對頭，与鍾馗不和，卻對濟顛極好。                                                                                 |
| 張科研 | 葉大苗 | 現況：正常 車伕，魏家福的好朋友，喜歡蘇櫻櫻卻不敢表白，拜託魏家福幫他遞情書。                                                                         |
| 夏陽   | 西施   | 現況：正常→失蹤 酒娘，有才藝無美色而門可羅雀。拾獲蘇櫻櫻扔掉的馭夫環而一夕成名，后來与苏樱樱聯合對付段秀婷未逐。                                      |

### 單元十：宫中风云
第46集-第68集（衛視版）
| 演员   | 角色   | 备注 |
| 穆婷婷 | 秋凝玉 | 現況：正常 前世是蓮花女羅漢。織造署宮女。五皇子黨成員。活潑善良又心直口快，奉遺父命，與姊姊秋漫楓進京尋找失蹤多年的母親。 |
| 陈秀丽 | 秋漫枫 | 現況：正常→遭操控→正常 前世是妙賢女羅漢。織造署宮女。五皇子黨成員。凝玉的姐姐，凝玉的情敌。溫柔婉約，心生嫉妒，亦正亦邪，在進京途中遇到微服賑災的趙建文，對他一見鍾情。趁趙建文失憶，假造兩人感情關係，想藉機當上五皇妃，後悔改恢復羅漢金身大敗鬼面觀音，退婚並與凝玉返家厚葬母親，与凝玉和好。 |
| 陆昱霖 | 赵建文 | 現況：正常 前世是伏虎羅漢。五皇子，允文允武，仁慈寬厚，與秋凝玉不打不相識。為救秋漫楓跌落山崖，頭受創而失憶，後恢復記憶，喜歡凝玉。 |
| 杨浩煜 | 趙建武 | 現況：正常→遭操控→正常 前世是靜坐羅漢。太子，被金蟬子趁虛而入。本性善良，因被金蟬子附身而變的性格狡詐，為鞏固地位，視趙眷寵愛的趙建文為眼中釘，与猴霸天勾結，再与鬼面觀音合作對付趙建文，欲除之而後快，喜歡凝玉，迷戀漫楓，後來濟公助他驅趕金蟬子恢復靜坐羅漢本性，后改邪歸正。                 |
| 曹威   | 青雲   | 現況：正常 前世是芭蕉羅漢。鎮國大將軍。五皇子黨成員。至情至性，足智多謀，待士兵如兄弟，喜歡虹伶。最後與虹伶在一起。 |
| 史振龍 | 涂兜   | 現況：正常 前世是布袋羅漢。客棧老板。廚神。創立宮門三絕。五皇子黨成員。收凝玉為徒並授以宮門三絕。 |
| 林子聰 | 篙公公 | 現況：正常 前世是長眉羅漢 皇帝寵愛太監，本名篙富帥，廣亮之親兄，太子黨成員。對林尚功反感，嫉妒濟公在皇上面前頗為受寵，但欣賞凝玉。 |
| 徐申東 | 趙玉香 | 現況：正常→毀容→正常 前世是裁縫仙子。七公主。雲貴妃之女，趙眷最寵愛的女兒。視秋凝玉為最好的朋友。最後和高守在一起。 |
| 倪齐民 | 赵昚   | 現況：正常→重傷→正常 宋孝宗，南宋第三任皇帝，信任濟公，所穿的貼身衣物為無縫天衣。 |
| 譚琍敏 | 趙胭脂 | 現況：正常 長公主，皇帝胞姐，趙建文的姑姑。遇人不淑，流落江湖。 |
| 王民   | 穆貴   | 現況：正常→死亡 嗣恭王，驃騎大將軍，皇上表兄，太子黨成員。驍勇善戰，治軍有方，亦正亦邪，曾經憎恨涂兜。鎮守邊關二十餘載，使女真不敢越雷池一步。 不滿趙建武虧待女兒穆紫彤，慫恿皇帝改立趙建文太子。後為了保護皇室而戰敗於鬼面觀音，壯烈犧牲。                                                     |
| 錢璿   | 穆紫彤 | 現況：正常 太子之前妻，嗣恭王之女，因父親守邊有功，被封為公主。與太子有婚約，嫉妒漫楓，憎恨凝玉。最後改邪歸正，並離開嗣恭王府回家鄉。 |
| 李思蓓 | 紅梅霜 | 現況：正常→遭囚禁→不明→正常 皇后，太子之母。鬼面觀音將她囚禁起來，變成她的模樣住在皇宮裡，最后被長眉羅漢和巴蕉羅漢所救出。 |
| 商忆莎 | 云贵妃 | 現況：正常→重傷→正常 五皇子與玉香公主之母。處心積慮要讓自己的兒子取代太子登基，最後遭鬼面觀音傷害，卻被濟顛所救，后改邪歸正。 |
| 于千景 | 江宝儿 | 現況：正常 秋漫楓侍女，五皇子黨成員。奉命攆走秋凝玉後，內疚離開。最後被封美人。 |
| 李威   | 哈蒙   | 現況：不明 大食王子，出使中國兼挑選王妃。被妮艷推落山谷谷，幸被上山採藥的秋凝玉救治。刪減版戲份被刪 |
| 周明增 | 西米路 | 現況：不明 大食使節，刪減版戲份被刪 |
|        | 布魯陀 | 現況：不明 大食罪犯，鬼面觀音的救命對象，妮艷之手下，善易容。刪減版戲份被刪 |
| 方研心 | 妮艷   | 現況：不明 太陰教教主，鬼面觀音的徒弟，哈蒙之前女友，本劇眾人之死敵 受鬼面觀音指使，奉命行事，除掉哈蒙。刪減版戲份被刪 |
|        | 小伶   | 現況：正常 織造署宮女，五皇子黨成員。青雲舊識。最後和青雲在一起。 |
| 陳恆   | 林尚功 | 現況：正常 織造署總管，五皇子黨成員。曾贪赃枉法，對篙公公有反感，被漫楓收買，處處打壓秋凝玉，知道凝玉是羅漢後就開始巴結她，最終與凝玉和好。 |
| 張鼎   | 高守   | 現況：正常 五皇子貼身護衛。喜歡玉香。五皇子黨成員，武功高強，身材苗條，足智多謀，是五皇子的得力助手。最后与玉香再一起。 |
| 禹洋   | 冰峰   | 現況：正常→不明 太子貼身護衛。本劇眾人之死敵。太子黨成員。有一個雙胞胎弟弟冰煞，且冰煞有口吃。 |
| 禹洋   | 冰煞   | 現況：正常→死亡 太子貼身護衛，冰峰的弟弟，鬼面觀音的手下，本劇眾人之死敵 太子黨成員。武功高強，結結巴巴，亦正亦邪，是太子的得力助手，後為了保護太子而被鬼面觀音所殺。 |
| 卢野   | 曹公公 | 現況：正常 皇帝的貼身太監，篙公公的好友 曾是太子黨成員 |

## 电视原声带
| 曲序 | 曲目                        |        | 作曲   | 演唱           |
| ---- | --------------------------- | ------ | ------ | -------------- |
| 1.   | 《大神一個》（片头曲）      | 清莞   | 麥振鴻 | 陸昱霖、徐申東 |
| 2.   | 《一去不返》（片尾曲）      | 清莞   | 麥振鴻 | 劉庭羽         |
| 3.   | 《常相随》（插曲）          | 天理   | 楚博仁 | 王麟           |
| 4.   | 《愛的句號》（插曲）        | 清莞   | 麥振鴻 | 陸昱霖、徐申東 |
| 5.   | 《寄情》（插曲）            | 錢麗婧 | 麥振鴻 | 徐申東         |
| 6.   | 《快樂頌 (純音樂)》（插曲） |        |        |                |

## 收視率

### 湖南卫视首播（上部） CSM50城收視率
| 播映日期      | 集數  | 收視率 | 收視份額 | 卫视排名 | 備註               |
| ------------- | ----- | ------ | -------- | -------- | ------------------ |
| 2014年8月20日 | 1-2   | 1.549  | 4.20     | 1        | 計算含《古剑奇谭》 |
| 2014年8月21日 | 3-5   | 1.265  | 3.59     | 2        | 計算含《古剑奇谭》 |
| 2014年8月22日 | 6     | 0.968  | 2.89     | 2        | 計算含《古剑奇谭》 |
| 2014年8月23日 | 7     | 1.126  | 3.30     | 1        | 計算含《古剑奇谭》 |
| 2014年8月24日 | 8-10  | 1.206  | 3.35     | 1        | 計算含《古剑奇谭》 |
| 2014年8月25日 | 11-13 | 1.365  | 3.79     | 1        | 計算含《古剑奇谭》 |
| 2014年8月26日 | 14-16 | 1.268  | 3.52     | 2        | 計算含《古剑奇谭》 |
| 2014年8月27日 | 17-19 | 1.227  | 3.30     | 3        | 計算含《古剑奇谭》 |
| 2014年8月28日 | 20-22 | 1.122  | 3.01     | 4        | 計算含《古剑奇谭》 |
| 2014年8月29日 | 23    | 0.750  | 2.23     | 8        | 計算含《古剑奇谭》 |
| 2014年8月30日 | 24    | 0.955  | 2.75     | 6        | 計算含《古剑奇谭》 |
| 2014年8月31日 | 25-27 | 0.923  | 2.55     | 6        | 計算含《古剑奇谭》 |
| 2014年9月1日  | 28-30 | 0.907  | 2.52     | 6        | 計算含《古剑奇谭》 |
| 2014年9月2日  | 31-33 | 0.905  | 2.54     | 6        | 計算含《古剑奇谭》 |
| 平均收視      |       | 1.135  | 3.15     |          | 按每集計算         |

- 晚間時段節目：
  - 湖南卫视《古剑奇谭》
  - 浙江卫视/东方卫视/安徽卫视《卫子夫》
  - 江苏卫视/山东卫视《勇敢的心》
- 數據由央視索福瑞CSM50城測量儀提供，調查範圍包含四歲以上之觀眾。
- 資料來源：CSM （页面存档备份，存于）

### 湖南卫视首播（下部） CSM50城收視率
| 播映日期       | 集數  | 收視率 | 收視份額 | 卫视排名 | 備註                     |
| -------------- | ----- | ------ | -------- | -------- | ------------------------ |
| 2015年10月20日 | 34-35 | 0.755  | 2.19     | 4        |                          |
| 2015年10月21日 | 36-37 | 0.695  | 2.04     | 5        |                          |
| 2015年10月22日 | 38-39 | 0.685  | 2.02     | 6        |                          |
| 2015年10月23日 | 40    | 0.553  | 1.55     | 6        |                          |
| 2015年10月24日 | 41    | 0.686  | 1.95     | 6        |                          |
| 2015年10月25日 | 42-43 | 0.755  | 2.116    | 5        |                          |
| 2015年10月26日 | 44-45 | 0.913  | 2.633    | 4        |                          |
| 2015年10月27日 | 46-47 | 0.787  | 2.333    | 7        |                          |
| 2015年10月28日 | 48-49 | 0.754  | 2.231    | 7        |                          |
| 2015年10月29日 | 50-51 | 0.838  | 2.502    | 5        |                          |
| 2015年10月30日 | 52    | 0.77   | 2.1      | 5        |                          |
| 2015年10月31日 | 53    | 0.71   | 1.95     | 5        |                          |
| 2015年11月1日  | 54-55 | 0.829  | 2.28     | 5        |                          |
| 2015年11月2日  | 56-57 | 0.799  | 2.295    | 5        |                          |
| 2015年11月3日  | 58-59 | 0.919  | 2.738    | 5        |                          |
| 2015年11月4日  | 60-61 | 0.842  | 2.437    | 4        |                          |
| 2015年11月5日  | 62-63 | 0.892  | 2.561    | 4        |                          |
| 2015年11月6日  | 停播  |        |          |          |                          |
| 2015年11月7日  | 停播  |        |          |          |                          |
| 2015年11月8日  | 64-65 | 0.91   | 2.507    | 4        |                          |
| 2015年11月9日  | 66-67 | 0.954  | 2.742    | 2        |                          |
| 2015年11月10日 | 68    | 0.799  | 2.2      | 5        | 大結局,改時段19:34-20:25 |
| 平均收視       |       | '      |          |          | 按每集計算               |

## 宣傳活動
| 播出時間      | 活動           | 出席演員                     |
| ------------- | -------------- | ---------------------------- |
| 2014年8月20日 | 《我们都爱笑》 | 陈浩民、林子聪、穆婷婷、唐熙 |
| 2015年10月1日 | 《我们都爱笑》 | 陈浩民、穆婷婷               |

## 电视剧的变迁
| 中国 湖南卫视 金鹰独播剧场 · 周日至周四晚19:30-22:00三集连播 周五至周六19:30-20:10一集播出 | 中国 湖南卫视 金鹰独播剧场 · 周日至周四晚19:30-22:00三集连播 周五至周六19:30-20:10一集播出 | 中国 湖南卫视 金鹰独播剧场 · 周日至周四晚19:30-22:00三集连播 周五至周六19:30-20:10一集播出 |
| ------------------------------------------------------------------------------------------ | ------------------------------------------------------------------------------------------ | ------------------------------------------------------------------------------------------ |
|                                                                                            | 新济公活佛（上） （2014年8月20日－9月2日）                                                 |                                                                                            |
| 一见不钟情 （2014年8月10日－8月20日）                                                      | 我的特一营 （2014年9月3日－9月20日）                                                       |                                                                                            |

| 中国大陆 湖南衛視 金鷹獨播劇場 · 每週日至週四20:00-22:00二集連播每週五至週六19:30-20:10一集播出 | 中国大陆 湖南衛視 金鷹獨播劇場 · 每週日至週四20:00-22:00二集連播每週五至週六19:30-20:10一集播出 | 中国大陆 湖南衛視 金鷹獨播劇場 · 每週日至週四20:00-22:00二集連播每週五至週六19:30-20:10一集播出 |
| ----------------------------------------------------------------------------------------------- | ----------------------------------------------------------------------------------------------- | ----------------------------------------------------------------------------------------------- |
|                                                                                                 | 新济公活佛（下） （2015年10月20日－11月10日）                                                   |                                                                                                 |
| 青春集结号 （2015年9月29日－10月19日）                                                          | 家和万事兴 （2015年11月11日－12月20日）                                                         |                                                                                                 |